# Sige slastnikovi
Sige slastnikovi är en ringmaskart som först beskrevs av Annenkova 1946.  Sige slastnikovi ingår i släktet Sige och familjen Phyllodocidae. Inga underarter finns listade i Catalogue of Life.